# Gilwellstugan
Gilwellstugan är en kurs- och lägergård belägen utanför Sparreholm i Flens kommun.
Stugan ägs av Scouterna och är centralpunkten för rörelsens gilwellutbildning, ett kvalificerat ledarskapsprogram som erbjuds scoutledare genom Scouternas folkhögskola. Anläggningen byggdes 1932 av Sveriges Scoutförbund, men renoverades och byggdes ut 1979. Marken där Gilwellstugan ligger skänktes till scoutrörelsen av Eric von Rosen som ägde Rockelsta slott.
Intill stugan ligger lägerområdet Brittmäss. Lägerområdet rymmer 200 deltagare samtidigt.
Gilwellstugan användes även som inspelningsplats för ett par scener i filmen Strul med Björn Skifs i huvudrollen.